# Оротеллі
Оротеллі (італ. Orotelli, сард. Oroteddi) — муніципалітет в Італії, у регіоні Сардинія,  провінція Нуоро.
Оротеллі розташоване на відстані близько 340 км на південний захід від Рима, 125 км на північ від Кальярі, 19 км на захід від Нуоро.
Населення — 2085 осіб (2014).

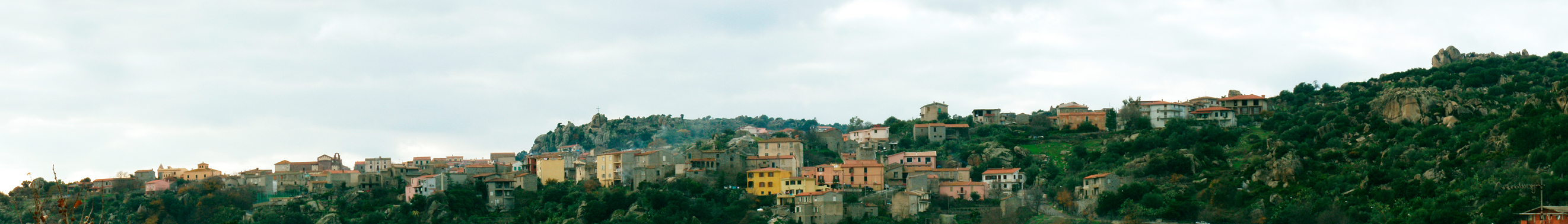

Щорічний фестиваль відбувається 29 серпня. Покровитель — святий Іван Хреститель.

## Демографія
Населення за роками:

Станом на 1 січня 2023 року в муніципалітеті офіційно проживало 13 іноземців з 6 країн, серед них 7 громадян країн Євросоюзу.

## Сусідні муніципалітети
- Боно
- Боттідда
- Іллораї
- Оніфері
- Орані